# Ernest A. Gross
Ernest Arnold Gross (* 23. September 1906 in Brooklyn, New York City; † 2. Mai 1999 in New York City) war ein US-amerikanischer Jurist und Diplomat, der zwischen 1947 und 1949 Rechtsberater des US-Außenministeriums (Legal Adviser of the Department of State) sowie 1949 kurzzeitig Assistant Secretary of State for Legislative Affairs war.

## Leben
Ernest A. Gross besuchte die De Witt Clinton High School und begann danach ein grundständiges Studium am Harvard College, das er 1927 beendete. Im Anschluss absolvierte er ein Studium der Rechtswissenschaften an der University of Oxford sowie an der Law School der Harvard University. 1931 trat er als juristischer Mitarbeiter ins US-Außenministerium. 1933 wechselte er als Rechtsberater zur National Recovery Administration, eine von US-Präsident Franklin D. Roosevelt als Teil des New Deal ins Leben gerufene Behörde zur Bekämpfung der Weltwirtschaftskrise. 1934 verließ er den Regierungsdienst und wurde Rechtsberater des Unternehmerverbandes (National Association of Manufacturers), ehe er 1940 wieder in den öffentlichen Dienst zurückkehrte und Rechtsberater zur National Labor Relations Board (NLRB), die als unabhängige Regierungsbehörde für die Durchsetzung des Arbeitsrechts bei Tarifverhandlungen und unfairen Arbeitsbedingungen zuständig ist. Während des Zweiten Weltkrieges wurde er 1943 als Hauptmann zum Militärdienst bei der US Army eingezogen. Zuletzt wurde er zum Oberstleutnant befördert und war Leiter des Referats Wirtschaftsangelegenheiten in der Abteilung Zivile Angelegenheiten im Generalstab des US-Kriegsministeriums.
Nach Kriegsende kehrte er ins Außenministerium zurück und war dort zwischen 1946 und 1947 Vertreter von John H. Hilldring, dem damaligen Leiter der Unterabteilung für besetzte Gebiete (Assistant Secretary of State for Occupied Areas). Als Nachfolger von Charles H. Fahy fungierte Gross vom 16. August 1947 bis zum 3. März 1949 als Rechtsberater des US-Außenministeriums (Legal Adviser of the Department of State), woraufhin Adrian S. Fisher sein Nachfolger wurde. Als solcher gehörte er zu den Verfassern der Konvention über die Verhütung und Bestrafung des Völkermordes. Am 4. März 1949 übernahm er den Posten als Leiter der Unterabteilung Legislativangelegenheiten des Außenministeriums (Assistant Secretary of State for Legislative Affairs) und bekleidete diesen bis zum 13. Oktober 1949, worauf Jack K. McFall seine Nachfolge antrat. Im Anschluss berief ihn Außenminister Dean Acheson am 11. Oktober 1949 zum stellvertretenden Delegierten bei den Vereinten Nationen.
Als solcher vertrat Gross den Ständigen Vertreter der Vereinigten Staaten bei den Vereinten Nationen Warren Austin und sprach sich gegen die Versuche der Sowjetunion aus, die UN-Mitgliedschaft und den Sitz der Republik China im UN-Sicherheitsrat auf die kommunistische Volksrepublik China zu übertragen. Am 13. Januar 1950 sprach er dazu im UN-Sicherheitsrat, wobei der sowjetische Vertreter Jakow Alexandrowitsch Malik den Diskussionen zur China-Frage auswich und den Sitzungen des Sicherheitsrates über Monate fern blieb. Malik war auch am 25. Juni 1950 nicht zur Sitzung des UN-Sicherheitsrates erschienen, als dieser ohne sowjetisches Veto den Angriff Nordkoreas auf Südkorea verurteilte und die Truppen von Kim Il-sung zum Rückzug aufforderte. Nachdem Austin im August 1950 als Ständiger Vertreter zurückgekehrt war, fungierte er bis 1953 weiterhin als dessen Stellvertreter. Zeitweilig war er auch Rechtsberater des Untersekretärs der Vereinten Nationen für politische Angelegenheiten, Ralph Bunche, und des UN-Generalsekretärs Dag Hammarskjöld.
1953 zog sich Ernest A. Gross aus dem diplomatischen Dienst zurück und trat als Rechtsanwalt in die in New York City ansässige Kanzlei Curtis, Mallet-Prevost, Colt & Mosle ein. Als Rechtsanwalt reichte er in den 1960er Jahren beim Internationalen Gerichtshof eine Klage gegen die Apartheid-Politik der Regierung Südafrikas ein.
1933 heiratete er Kathryn Watson, die Tochter des republikanischen US-Senators für Indiana James Eli Watson. Aus dieser Ehe gingen zwei Töchter und ein Sohn hervor.